# Gerhard Theuerkauf
Gerhard Theuerkauf (* 6. März 1933 in Magdeburg; † 17. November 2014 in Hamburg) war ein deutscher Historiker.

Gerhard Theuerkauf studierte von 1953 bis 1961 an der Universität Münster Geschichte (einschließlich der Historischen Hilfswissenschaften), Deutsche sowie Lateinische Philologie und Rechtswissenschaft. 1958 erfolgte die Lehramtsprüfung. Angeregt durch Otto Herding, wurde er 1960 mit einer Dissertation über die Verfassung des Hochstifts Münster und zum nordwestdeutschen Lehnrecht vom 14. bis zum 16. Jahrhundert promoviert. Er war wissenschaftlicher Assistent bei der Historischen Kommission für Westfalen (bei Johannes Bauermann, 1959–1961) und am Historischen Seminar der Universität Münster, Abteilung für westfälische Landesgeschichte (bei Albert K. Hömberg und dann bei Heinz Stoob, 1962–1967). 1967 wurde er zum ordentlichen Mitglied der Historischen Kommission für Westfalen gewählt, 1975 wurde seine Mitgliedschaft in eine korrespondierende umgewandelt.
Mit einer Studie über Rechtsaufzeichnung und Rechtsbewusstsein in Norddeutschland vom 8. bis zum 16. Jahrhundert habilitierte er sich 1966 für Mittlere und Neuere Geschichte und Historische Hilfswissenschaften. Seit 1966 lehrte er als Dozent, zunächst als Privatdozent, seit 1971 als Wissenschaftlicher Rat und (außerordentlicher) Professor an der Universität Münster Mittlere und Neuere Geschichte. In Münster betreute er drei Dissertationen als Erstgutachter. 1974 wurde er zum ordentlichen Professor für Mittelalterliche Geschichte an der Universität Hamburg berufen (Nachfolge Rolf Sprandel). Innerhalb des Historischen Seminars dieser Universität leitete er den Arbeitsbereich Mittelalter II. Von 1974 bis 1975 und 1986 bis 1987 war er Geschäftsführender Direktor des Historischen Seminars, von 1978 bis 1980 Sprecher des Fachbereichs Geschichte. 1980 initiierte er den Hamburger Arbeitskreis für Regionalgeschichte. 1995 wurde er emeritiert. In Hamburg betreute er sechzehn Dissertationen als Erstgutachter. Sein Nachfolger als Professor für mittelalterliche Geschichte wurde Jürgen Sarnowsky.
Die Schwerpunkte der Forschungen Theuerkaufs lagen in der Verfassungs- und Wirtschaftsgeschichte des Mittelalters unter Berücksichtigung der Frühen Neuzeit, in der Regionalgeschichte Norddeutschlands, in der Geschichte von Welt- und Orientbildern, in der historischen Quellenkunde und in der Geschichtstheorie sowie in dem Onlineprojekt „Geschichte in Varianten“, zu dem als Parallele, Geschichte im engeren Sinne übersteigend, auch experimentelle Texte („Ein Tag am Fluss“) gehören.

## Schriften (Auswahl)
- Land und Lehnswesen vom 14. bis zum 16. Jahrhundert. Ein Beitrag zur Verfassung des Hochstifts Münster und zum nordwestdeutschen Lehnrecht (= Neue Münstersche Beiträge zur Geschichtsforschung. Bd. 7, ISSN 0077-7706). Böhlau, Köln u. a. 1961 (Zugleich: Münster, Universität, Dissertation, 1961).
- Zur Typologie spätmittelalterlicher Territorialverwaltung in Deutschland. In: Annali della Fondazione Italiana per la Storia Amministrativa. Bd. 2, 1965, ISSN 0531-9846, S. 37–76.
- Lex, Speculum, Compendium iuris. Rechtsaufzeichnung und Rechtsbewußtsein in Norddeutschland vom 8. bis zum 16. Jahrhundert (= Forschungen zur deutschen Rechtsgeschichte. Bd. 6, ISSN 0429-1522). Böhlau, Köln u. a. 1968 (Zugleich: Münster, Universität, Habilitations-Schrift, 1966).
- Soziale Bedingungen humanistischer Weltchronistik. Systemtheoretische Skizzen zur Chronik Nauclerus'. In: Kaspar Elm, Eberhard Gönner, Eugen Hillenbrand (Hrsg.): Landesgeschichte und Geistesgeschichte. Festschrift für Otto Herding zum 65. Geburtstag (= Veröffentlichungen der Kommission für geschichtliche Landeskunde in Baden-Württemberg. Reihe B: Forschungen. Bd. 92). Kohlhammer, Stuttgart 1977, ISBN 3-17-004363-3, S. 317–340.
- Hamburg und der Elbhandel im Mittelalter. In: Jürgen Ellermeyer, Rainer Postel (Hrsg.): Stadt und Hafen. Hamburger Beiträge zur Geschichte von Handel und Schiffahrt (= Arbeitshefte zur Denkmalpflege in Hamburg. Bd. 8 = Veröffentlichungen des Hamburger Arbeitskreises für Regionalgeschichte. Bd. 2). Christians,  Hamburg 1986, ISBN 3-7672-0951-9, S. 33–43.
- Urkundenfälschungen des Erzbistums Hamburg-Bremen vom 9. bis zum 12. Jahrhundert. In: Niedersächsisches Jahrbuch für Landesgeschichte. Bd. 60, 1988, ISSN 0078-0561, S. 71–140.
- Hamburg 1483 und 1685. Zwei Aufstände im sozialgeschichtlichen Vergleich. In: Das alte Hamburg (1500–1848/49) (= Hamburger Beiträge zur Öffentlichen Wissenschaft. Bd. 5). Reimer, Berlin u. a. 1989, ISBN 3-496-00948-9, S. 73–96.
- Einführung in die Interpretation historischer Quellen. Schwerpunkt: Mittelalter = Die Interpretation historischer Quellen (= Uni-Taschenbücher. Geschichte. Bd. 1554). Schöningh, Paderborn u. a. 1991, ISBN 3-506-99400-X (2. Auflage, unveränderter Nachdruck. ebenda 1997).
- Die Handelsschiffahrt auf der Elbe. Von den Zolltarifen des 13. Jahrhunderts zur „Elb-Schiffahrts-Acte“ von 1821. In: Die Elbe. Ein Lebenslauf. = Labe. Život řeky (Katalog zur Ausstellung des Deutschen Historischen Museums Berlin im Deutschen Hygiene-Museum Dresden, in den Deichtorhallen Hamburg und im Nationalmuseum Prag 1992/1993). Nicolai, Berlin 1992, ISBN 3-87584-395-9, S. 69–75.
- Semiotische Aspekte der Geschichtswissenschaften: Geschichtssemiotik. In: Roland Posner, Klaus Robering, Thomas A. Sebeok (Hrsg.): Semiotik. Ein Handbuch zu den zeichentheoretischen Grundlagen von Natur und Kultur. = Semiotics. Teilbd. 3 (= Handbücher zur Sprach- und Kommunikationswissenschaft. = Handbooks of linguistics and communication science. Bd. 13). de Gruyter, Berlin u. a. 2003, ISBN 3-11-015662-8, S. 2937–2976.